# Dalle carte di uno ancora in vita
Dalle carte di uno ancora in vita (in danese: Af en endnu Levendes Papirer) è un'opera del filosofo danese Søren Kierkegaard uscita presso C.A. Reitzel il 7 settembre 1838 in 525 copie. Tema del breve scritto è una critica ad Hans Christian Andersen (in particolare sul romanzo Kun en Spillemand - Soltanto un violinista ambulante, 1837). In italiano è uscita una traduzione, a cura di Dario Borso, presso Morcelliana nel 1999.

## Struttura
- Chiarimento (a firma "l'editore")
- Poscritto
- Su Andersen romanziere

## Riassunto
("Poscritto", p. 58)
Kierkegaard si lamenta per il fatto che i lettori e in genere la gente è stabilmente pronta a travisare ogni parola, così come esalta l'esuberanza giovanile per eccessiva fiducia in forze non provate nella vita e non si accorge del degradamento in "attacchi isterici di arguzia" e "petulanza". Scrive quindi di Steen Steensen Blicher, le cui novelle raccolte con il titolo Una storia di tutti i giorni sembrano provenire da «uno stato d'animo profondamente poetico avvolto nella coltre di nebbia dell'immediatezza». Passa quindi ad analizzare l'opera di Andersen che considera prosaica, appesantita dalla realtà, e tuttavia mancante di una "visione di vita", ridotta a semplice "idea" spacciata però per tale.
Scrive quindi che «una visione di vita è propriamente la provvidenza del romanzo, è la sua unità più profonda che gli fa avere il baricentro in sé; essa gli evita di divenire arbitrario o senza scopo, dacché lo scopo è presente immanentemente ovunque nell'opera d'arte. Quando invece una tale visione di vita manca, il romanzo o cerca d'insinuare a spese della poesia una qualche teoria (novelle dogmatiche, dottrinarie), o entra in rapporto finito e casuale con l'autore in carne e ossa». Entrambe le vie sono falsanti, non si tratta d'essere imparziali, né parziali, ma collegati con lo «spirito immortale che sopravvive al tutto».
A questo punto Kierkegaard si mette a notare, in tono ancora ironico e parodico come le descrizioni siano macchie o chiacchiere sulla carta, i particolari scritti «giusto per allungare il tempo» e come il tono generale del libro di Andersen sia legato alla sua "scontentezza del mondo", al fatto che l'autore è in pieno disaccordo tra la sua persona e il suo mestiere di romanziere. Almeno, conclude, pur nel suo sbandare, non è ancora «finito sotto l'aliseo dannatamente invasivo della politica».

## Edizioni
- Dalle carte di uno ancora in vita, trad. e introduzione di Dario Borso, Brescia, Morcelliana, 1999, ISBN 978-88-372-1752-5.